# Вива, Сапата!
„Вива, Сапата!“ (на английски: Viva Zapata!) е американски биографичен филм - драма, излязъл по екраните през 1952 година, режисиран от Елия Казан с участието на Марлон Брандо и Антъни Куин в главните роли. Сценарият е написан от Джон Стайнбек.

## Сюжет
След неуспешното посещение на група селяни при президентът Порфирио Диас, младият Емилиано Сапата осъзнава, че те няма да могат да възвърнат мирно земята, в която са живели и работили в продължение на много десетилетия. След това заедно с брат си Еуфемио решава да се разбунтуват. В същото време в северната част на Мексико войските започват да действат под ръководството на Франсиско Мадеро. Диас скоро се оказва неспособен да устои и бяга от страната. Този успех обаче не носи дългоочаквания мир и не задоволява изискванията на обикновените хора. Успоредно с това се развива темата за отношенията между Емилиано и неговата любима Жозефа.

## В ролите
| Актьор          | Роля              |
| --------------- | ----------------- |
| Марлон Брандо   | Емилиано Сапата   |
| Джийн Питърс    | Жозефа Сапата     |
| Антъни Куин     | Еуфемио Сапата    |
| Джоузеф Уайзман | Фернандо Агире    |
| Арнолд Мос      | Дон Начо          |
| Алън Рийд       | Панчо Виля        |
| Марго (актриса) | Солдадера         |
| Харолд Гордън   | Франсиско Мадеро  |
| Лу Гилбърт      | Пабло             |
| Франк Силвера   | Викториано Хуерта |
| Фей Роуп        | Порфирио Диас     |